# Norilsk
Norilsk (rus: Нори́льск, pronunciat [nɐˈrʲilʲsk]) és la ciutat més gran del krai de Krasnoiarsk (Rússia). Està al sud de la península de Taimir. Té el títol oficial de ciutat des de 1953. És la ciutat més al nord de Sibèria i la segona ciutat més gran (la primera és Múrmansk) de les situades per sobre del Cercle polar àrtic. Norilsk és també la ciutat més septentrional del planeta amb més de 100.000 habitants. Té també una àrea metropolitana i aeroport.
Malgrat que ho pugui semblar, el nom d'aquesta ciutat no deriva del punt cardinal “Nord” sinó que pren el nom del riu adjacent Norilka i aquest d'un nom indígena de les llengües evenki o iukaguir significant en aquesta segona llengua aiguamoll.
Segons el cens rus del 2002 la població era de 134.832 habitants amb un important descens respecte al cens de 1989 (amb 174.673).
Les mines de níquel i el seu processament són la principal activitat econòmica i d'ocupació i també produeixen una greu contaminació industrial fins al punt de considerar-la una de les ciutats més contaminades del món.

## Història
Les mines eren conegudes des de l'edat del bronze i durant segles s'hi explotà el coure. A principi del segle xx s'hi descobriren grans dipòsits de carbó i de diversos metalls a l'altiplà de Putorana.
Les primeres cases, de fusta, es construïren cap a 1921 pels exploradors russos.
El 1935, els presoners del Gulag van construir el combinat miner de Norilsk i també van edificar la part moderna de la ciutat. Des de l'època soviètica fins a l'actualitat Norilsk és una ciutat tancada. Actualment únicament ciutadans russos i belarussos poden accedir a visitar-la.

### Clima
És un clima de tundra boscosa (transició entre la tundra i la taigà). La temperatura mitjana anual és de −10 °C i els sòls presenten el permagel. El mes de juliol té una temperatura mitjana de 13 °C i la mínima absoluta hivernal arriba a −58 °C. La nit polar (foscor contínua) s'estén de desembre a mitjans de gener.
| Dades climàtiques a Norilsk               | Dades climàtiques a Norilsk | Dades climàtiques a Norilsk | Dades climàtiques a Norilsk | Dades climàtiques a Norilsk | Dades climàtiques a Norilsk | Dades climàtiques a Norilsk | Dades climàtiques a Norilsk | Dades climàtiques a Norilsk | Dades climàtiques a Norilsk | Dades climàtiques a Norilsk | Dades climàtiques a Norilsk | Dades climàtiques a Norilsk | Dades climàtiques a Norilsk |
| Mes                                       | gen                         | febr                        | març                        | abr                         | maig                        | juny                        | jul                         | ag                          | set                         | oct                         | nov                         | des                         | anual                       |
| ----------------------------------------- | --------------------------- | --------------------------- | --------------------------- | --------------------------- | --------------------------- | --------------------------- | --------------------------- | --------------------------- | --------------------------- | --------------------------- | --------------------------- | --------------------------- | --------------------------- |
| Màxima rècord °C (°F)                     | −3.0 (26.6)                 | −2.0 (28.4)                 | 7.4 (45.3)                  | 10.5 (50.9)                 | 22.8 (73)                   | 30.4 (86.7)                 | 32.0 (89.6)                 | 28.7 (83.7)                 | 18.6 (65.5)                 | 9.6 (49.3)                  | 3.1 (37.6)                  | −1.0 (30.2)                 | 32 (89.6)                   |
| Màxima mitjana °C (°F)                    | −23.6 (−10.5)               | −23.9 (−11)                 | −18.4 (−1.1)                | −10.0 (14)                  | −1.7 (28.9)                 | 10.4 (50.7)                 | 18.2 (64.8)                 | 15.0 (59)                   | 6.9 (44.4)                  | −6.7 (19.9)                 | −16.9 (1.6)                 | −21.6 (−6.9)                | −6.2 (20.8)                 |
| Mitjana diària °C (°F)                    | −26.9 (−16.4)               | −27.2 (−17)                 | −21.9 (−7.4)                | −13.9 (7)                   | −4.8 (23.4)                 | 7.0 (44.6)                  | 14.3 (57.7)                 | 11.4 (52.5)                 | 4.0 (39.2)                  | −9.5 (14.9)                 | −20.2 (−4.4)                | −25.1 (−13.2)               | −9.6 (14.7)                 |
| Mínima mitjana °C (°F)                    | −30.7 (−23.3)               | −31.0 (−23.8)               | −26.4 (−15.5)               | −18.5 (−1.3)                | −8.4 (16.9)                 | 3.2 (37.8)                  | 10.0 (50)                   | 7.6 (45.7)                  | 1.2 (34.2)                  | −12.5 (9.5)                 | −23.9 (−11)                 | −28.9 (−20)                 | −13.4 (7.9)                 |
| Mínima rècord °C (°F)                     | −53.1 (−63.6)               | −52.0 (−61.6)               | −46.1 (−51)                 | −38.7 (−37.7)               | −26.8 (−16.2)               | −9.8 (14.4)                 | 0.4 (32.7)                  | −1.0 (30.2)                 | −14.0 (6.8)                 | −36.0 (−32.8)               | −43.1 (−45.6)               | −51.0 (−59.8)               | −53.1 (−63.6)               |
| Precipitació mitjana mm (polzades)        | 24 (0.94)                   | 25 (0.98)                   | 37 (1.46)                   | 47 (1.85)                   | 57 (2.24)                   | 58 (2.28)                   | 65 (2.56)                   | 77 (3.03)                   | 65 (2.56)                   | 68 (2.68)                   | 40 (1.57)                   | 33 (1.3)                    | 596 (23.45)                 |
| Mitjana de dies de precipitació           | 11.7                        | 10.9                        | 14.0                        | 13.9                        | 15.7                        | 14.0                        | 13.4                        | 15.9                        | 16.3                        | 18.5                        | 13.7                        | 13.6                        | 171.6                       |
| Mitjana diària d'hores de sol             | 0                           | 1                           | 5                           | 8                           | 8                           | 8                           | 10                          | 6                           | 3                           | 2                           | 0                           | 0                           | 4.3                         |
| Font: Weatherbase MeteoBlue Weather Atlas |                             |                             |                             |                             |                             |                             |                             |                             |                             |                             |                             |                             |                             |

## Ciutats agermanades
- Minussinsk, Rússia

## Persones il·lustres
- Serguei Smagin (n. 1958), Gran Mestre d'escacs.